# Lepidotrigla spinosa
Lepidotrigla spinosa és una espècie de peix pertanyent a la família dels tríglids.

## Hàbitat
És un peix marí, demersal i de clima tropical que viu entre 38-45 m de fondària a la plataforma continental.

## Distribució geogràfica
Es troba a l'Índic oriental: Austràlia.

## Observacions
És inofensiu per als humans.